# Łobżenica
Łobżenica est une ville de Pologne, située dans la voïvodie de Grande-Pologne. Elle est le chef-lieu de la gmina de Łobżenica, dans le powiat de Piła.
Elle se situe à 40 km au nord-est de Piła (siège du powiat) et à 115 km au nord-est de Poznań (capitale régionale).

## Géographie

Plan de la ville.

La ville se situe dans la région historique de la Krajna (de). Elle se trouve également au bord de la rivière Łobżonka (pl), un affluent du Noteć.

## Histoire
La ville a été fondée en 1398. Elle a obtenu son statut de ville en 1438. 
 De 1816 à 1920, Lobsens fait partie de l'arrondissement de Wirsitz dans le district de Bromberg au sein de la province de Posnanie.
De 1975 à 1998, la ville faisait partie du territoire de la voïvodie de Piła. Depuis 1999, elle fait partie du territoire de la voïvodie de Grande-Pologne.

## Monuments
- l'église Saint-Étienne, construite entre 1910 et 1911 ;
- l'église de la Sainte Trinité, construite aux XVe et XVIe siècles, puis reconstruite en 1662 à cause d'un incendie. Elle a été aussi en partie reconstruite au XVIIIe siècle et en 1931 - 1932.

## Voies de communication
La route voïvodale 242 (pl) (qui relie Wyrzysk à Więcbork) passe par la ville.